# Championnats d'Afrique du Sud de cyclisme sur route
Les championnats d'Afrique du Sud de cyclisme sur route sont les championnats nationaux de cyclisme sur route organisés par Cycling South Africa (en), la fédération sud-africaine de cyclisme.

## Hommes

### Podiums de la course en ligne
| Année | Vainqueur                   | Deuxième                    | Troisième                   |
| ----- | --------------------------- | --------------------------- | --------------------------- |
| 1995  | Malcolm Lange               |                             |                             |
| 1997  | Rodney Green (en)           | Jac-Louis van Wijk          | Jacques Fullard             |
| 1998  | Simon Kessler               | Jacques Fullard             | Malcolm Lange               |
| 1999  | Malcolm Lange               | Rudolf Wentzel              | Jacques Fullard             |
| 2000  | Simon Kessler               | Kosie Loubser               | Rudolf Wentzel              |
| 2001  | Jacques Fullard             | Simon Kessler               | Owen Hannie                 |
| 2002  | Tiaan Kannemeyer            | Ryan Cox                    | Morné Bester                |
| 2003  | David George                | Malcolm Lange               | Rodney Green (en)           |
| 2004  | Ryan Cox                    | David George                | Nicholas White              |
| 2005  | Ryan Cox                    | Tiaan Kannemeyer            | Rodney Green (en)           |
| 2006  | Jacques Fullard             | Darren Lill                 | David George                |
| 2007  | Malcolm Lange               | David George                | Neil MacDonald              |
| 2008  | Ian Mcleod                  | Jacques Janse van Rensburg  | Waylon Woolcock             |
| 2009  | Jamie Ball                  | Daryl Impey                 | Kosie Loubser               |
| 2010  | Christoff van Heerden       | Nicholas White              | James Perry                 |
| 2011  | Darren Lill                 | Burry Stander               | Christoff van Heerden       |
| 2012  | Robert Hunter               | Reinardt Janse van Rensburg | Johann Rabie                |
| 2013  | Jay Robert Thomson          | Louis Meintjes              | Johann Rabie                |
| 2014  | Louis Meintjes              | Daryl Impey                 | Jay Robert Thomson          |
| 2015  | Jacques Janse van Rensburg  | Daryl Impey                 | Jayde Julius                |
| 2016  | Jaco Venter                 | Stefan de Bod               | Reinardt Janse van Rensburg |
| 2017  | Reinardt Janse van Rensburg | Stefan de Bod               | Willie Smit                 |
| 2018  | Daryl Impey                 | Jacques Janse van Rensburg  | Jason Oosthuizen            |
| 2019  | Daryl Impey                 | Ryan Gibbons                | Stefan de Bod               |
| 2020  | Ryan Gibbons                | Daryl Impey                 | Jayde Julius                |
| 2021  | Marc Pritzen                | Willie Smit                 | Nic Dlamini                 |
| 2022  | Reinardt Janse Van Rensburg | Willie Smit                 | Marc Pritzen                |
| 2023  | Travis Stedman              | Reinardt Janse Van Rensburg | Gert Heyns                  |
| 2024  | Ryan Gibbons                | Tristan Nortje              | Morne van Niekerk           |
| 2025  | Daniyal Matthews            | Casper Kruger               | Daniel Loubser              |

Multi-titrés
- 3 : Malcolm Lange

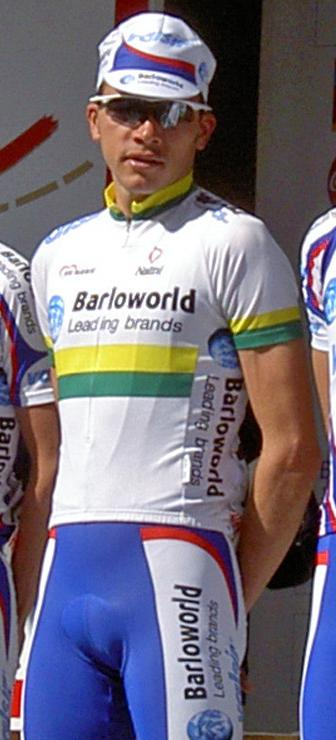
Ryan Cox, vêtu du maillot de champion d'Afrique du Sud en 2005

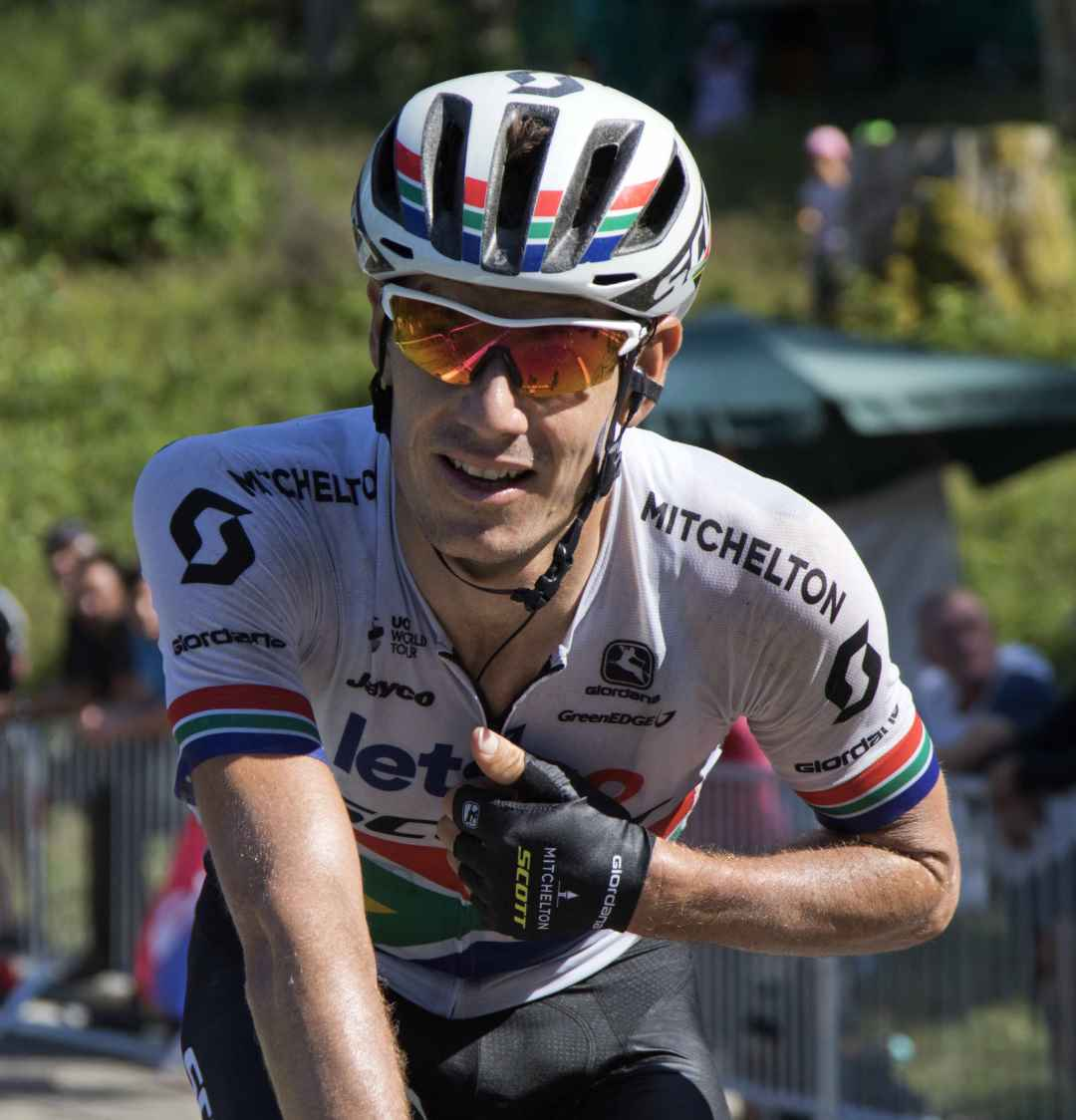
Daryl Impey vêtu du maillot de champion durant le Tour de France 2018.

- 2 : Ryan Cox, Jacques Fullard, Daryl Impey, Simon Kessler, Reinardt Janse Van Rensburg, Ryan Gibbons

### Podiums du contre-la-montre

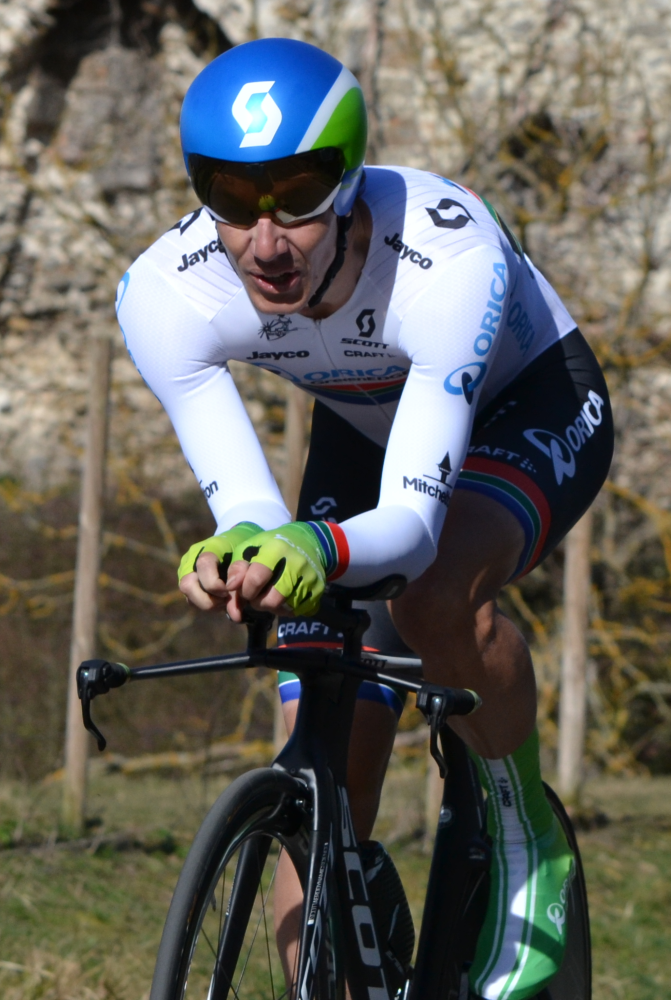
Daryl Impey vêtu du maillot de champion d'Afrique du Sud du contre-la-montre durant le Paris-Nice 2015.

| Année | Vainqueur                   | Deuxième                    | Troisième                   |
| ----- | --------------------------- | --------------------------- | --------------------------- |
| 1997  | Malcolm Lange               | Christopher Mountjoy        | Douglas Ryder               |
| 1998  | Malcolm Lange               | Simon Kessler               | Nicholas White              |
| 1999  | Morné Bester                | Simon Kessler               | Rudolf Wentzel              |
| 2000  | Robert Hunter               | David George                | Simon Kessler               |
| 2001  | David George                | Ryan Cox                    | Nicholas White              |
| 2002  | James Perry                 | Nicholas White              | Ryan Cox                    |
| 2003  | Jeremy Maartens             | David George                | Nicholas White              |
| 2004  | David George                | Tiaan Kannemeyer            | Nicholas White              |
| 2005  | Tiaan Kannemeyer            | Ryan Cox                    | David George                |
| 2006  | David George                | Nicholas White              | Alex Pavlov                 |
| 2007  | David George                | James Perry                 | Nicholas White              |
| 2008  | James Perry                 | Nicholas White              | Kevin Evans                 |
| 2009  | Jaco Venter                 | David George                | James Perry                 |
| 2010  | Kevin Evans                 | James Perry                 | Jaco Venter                 |
| 2011  | Daryl Impey                 | Jay Robert Thomson          | Darren Lill                 |
| 2012  | Reinardt Janse van Rensburg | Jay Robert Thomson          | Johann Rabie                |
| 2013  | Daryl Impey                 | Jay Robert Thomson          | Johann Rabie                |
| 2014  | Daryl Impey                 | Jay Robert Thomson          | Conrad Stoltz               |
| 2015  | Daryl Impey                 | Reinardt Janse van Rensburg | Louis Meintjes              |
| 2016  | Daryl Impey                 | Reinardt Janse van Rensburg | Johann van Zyl              |
| 2017  | Daryl Impey                 | Willie Smit                 | Reinardt Janse van Rensburg |
| 2018  | Daryl Impey                 | Ryan Gibbons                | Rohan du Plooy              |
| 2019  | Daryl Impey                 | Stefan de Bod               | Louis Meintjes              |
| 2020  | Daryl Impey                 | Stefan de Bod               | Kent Main                   |
| 2021  | Ryan Gibbons                | Matthew Beers               | Kent Main                   |
| 2022  | Byron Munton                | Kent Main                   | Brandon Downes              |
| 2023  | Stefan de Bod               | Alan Hatherly               | Brandon Downes              |
| 2024  | Ryan Gibbons                | Alan Hatherly               | Brandon Downes              |
| 2025  | Alan Hatherly               | Stefan de Bod               | Brandon Downes              |

Multi-titrés
- 9 : Daryl Impey
- 4 : David George
- 2 : Malcolm Lange, James Perry

### Podiums du critérium
| Année | Vainqueur                   | Deuxième                   | Troisième          |
| ----- | --------------------------- | -------------------------- | ------------------ |
| 2000  | James Perry                 | Anton van der Merwe        | Daniel Spence (de) |
| 2003  | Daryl Impey                 | Jacobus Odendaal           | Willie van Zyl     |
| 2004  | Daryl Impey                 | Christopher Esch           | Alexander Lamberts |
| 2005  | Johannes Kachelhoffer       | John-Lee Augustyn          | Willie van Zyl     |
| 2006  | Johannes Kachelhoffer       | Daryl Impey                | Etienne Hairbottle |
| 2007  | Arran Brown                 | Jacques Janse van Rensburg | David Brown        |
| 2020  | Bradley Gouveris            | Brendan van Eeden          | Tyron Oliphant     |
| 2023  | Reinardt Janse van Rensburg | Johann Trotzky             | Gustav Basson      |
| 2024  | Emile van Niekerk           | Rohan du Plooy             | Johann Trotzky     |

Multi-titrés
- 2 : Daryl Impey, Johannes Kachelhoffer

### Podiums du contre-la-montre par équipes
| Année | Vainqueur                                                                 | Deuxième                                                                             | Troisième                                                          |
| ----- | ------------------------------------------------------------------------- | ------------------------------------------------------------------------------------ | ------------------------------------------------------------------ |
| 2013  | Johannes Christoffel Nel Calvin Beneke Alem Grmay Estifanos Gebresilassie | Wesley Eslick Rian Gouws Rohan du Plooy Kevin Patten James Fourie Viehann du Plessis | Stephanus van Heerden Martin Scheppel Kevin Benkenstein Dirkie Nel |

## Femmes

### Podiums de la course en ligne
| Année | Vainqueur                  | Deuxième               | Troisième                  |
| ----- | -------------------------- | ---------------------- | -------------------------- |
| 1996  | Anke Erlank                | Erica Green            |                            |
| 1997  | Annulé                     | Annulé                 | Annulé                     |
| 1998  | Anriette Schoeman          | Magdalena Day          | Ronel Van Wyk              |
| 1999  | Ronel Van Wyk              | Rebecca Stamp          | Tracey Jordaan             |
| 2000  | Anriette Schoeman          | Ronel Van Wyk          | Annelise Stander           |
| 2001  | Anriette Schoeman          | Ronel Van Wyk          | Dalena Nel                 |
| 2002  | Anriette Schoeman          | Ronel Van Wyk          | Thea Barkhuizen            |
| 2003  | Anriette Schoeman          | Ronel Van Wyk          | Altie Pienaar              |
| 2004  | Anriette Schoeman          | Ronel Van Wyk          | Chrissie Viljoen           |
| 2005  | Ronel Van Wyk              | Anriette Schoeman      | Anke Erlank                |
| 2006  | Anriette Schoeman          | Marissa Stander        | Liezl Weideman             |
| 2007  | Ronel Van Wyk              | Marissa Stander        | Anriette Schoeman          |
| 2008  | Cherise Taylor             | Robyn de Groot         | Elzette Visagie            |
| 2009  | Lynette Burger             | Ashleigh Moolman       | Cherise Taylor             |
| 2010  | Cherise Taylor             | Anriette Schoeman      |                            |
| 2011  | Marissa Stander            | Robyn de Groot         | Cherise Taylor             |
| 2012  | Ashleigh Moolman           | Lise Olivier           | Joanna van de Winkel       |
| 2013  | Ashleigh Moolman           | An-Li Pretorius        | Lise Olivier               |
| 2014  | Ashleigh Moolman           | Cherise Taylor-Stander | Heidi Dalton               |
| 2015  | Ashleigh Moolman           | An-Li Kachelhoffer     | Lynette Burger             |
| 2016  | An-li Kachelhoffer         | Lise Olivier           | Anriette Schoeman          |
| 2017  | Heidi Dalton               | An-li Kachelhoffer     | Ashleigh Moolman           |
| 2018  | Carla Oberholzer           | Maroesjka Matthee      | Lynette Burger             |
| 2019  | Ashleigh Moolman           | Juanita Venter         | Joanna van de Winkel       |
| 2020  | Ashleigh Moolman           | Carla Oberholzer       | Maroesjka Matthee          |
| 2021  | Hayley Preen               | Carla Oberholzer       | Frances Janse van Rensburg |
| 2022  | Frances Janse van Rensburg | Hayley Preen           | Carla Oberholzer           |
| 2023  | Frances Janse van Rensburg | Cherise Willeit        | Candice Lill               |
| 2024  | Carla Oberholzer           | Hayley Preen           | S'annara Grove             |
| 2025  | S'annara Grove             | Hayley Preen           | Tiffany Keep               |

Multi-titrées
- 7 : Anriette Schoeman
- 6 : Ashleigh Moolman
- 3 : Ronel Van Wyk
- 2 : Cherise Taylor, Frances Janse van Rensburg, Carla Oberholzer

### Podiums du contre-la-montre
| Année | Vainqueur             | Deuxième                  | Troisième                  |
| ----- | --------------------- | ------------------------- | -------------------------- |
| 1998  | Magdalena Day         | Annelie Colyn             | Erica Green                |
| 1999  | Ronel Van Wyk         | Tracey Jordaan            | Christine Strydom          |
| 2000  | Ronel Van Wyk         | Annelise Stander          | Frederika Frick            |
| 2001  | Ronel Van Wyk         | Adriana Fouche            | Thea Barkhuizen            |
| 2002  | Ronel Van Wyk         | Adele Jansen-Van Vuuren   | Diana McPherson            |
| 2003  | Ronel Van Wyk         | Nicolene Schepers         | Engela Conradie            |
| 2004  | Anke Erlank           | Altie Pienaar             | Ronel Van Wyk              |
| 2005  | Anke Erlank           | Ronel Van Wyk             | Altie Pienaar              |
| 2006  | Cassandra Slingerland | Lynette Jansen-Van Vuuren | Samantha Oosthuysen        |
| 2007  | Ronel Van Wyk         | Millecia Munro            | Marissa Stander            |
| 2008  | Marissa Stander       | Cassandra Slingerland     | Lynette Burger             |
| 2009  | Cassandra Slingerland | Lynette Burger            | Marissa Stander            |
| 2010  | Cassandra Slingerland | Lylanie Lauwrens          | Carla Swart                |
| 2011  | Cherise Taylor        | Ashleigh Moolman          | Cassandra Slingerland      |
| 2012  | Cherise Taylor        | Ashleigh Moolman          | An-Li Pretorius            |
| 2013  | Ashleigh Moolman      | Leezaan Hinrichsen        | Lise Olivier               |
| 2014  | Ashleigh Moolman      | Heidi Dalton              | Leandri Du Toit            |
| 2015  | Ashleigh Moolman      | Cherise Stander           | Heidi Dalton               |
| 2016  | Juanita Venter        | Samantha Sanders          | Cassandra Slingerland      |
| 2017  | Ashleigh Moolman      | Juanita Venter            | Brittany Petersen          |
| 2018  | Liezel Helena Jordaan | Michelle Benson           | Yzette Oelofse             |
| 2019  | Liezel Helena Jordaan | Zanri Rossouw             | Juanita Venter             |
| 2020  | Ashleigh Moolman      | Carla Oberholzer          | Frances Janse van Rensburg |
| 2021  | Candice Lill          | Carla Oberholzer          | Zanri Rossouw              |
| 2022  | Carla Oberholzer      | Zanri Rossouw             | Frances Janse van Rensburg |
| 2023  | Zanri Rossouw         | Hayley Preen              | S'annara Grove             |
| 2024  | Hayley Preen          | Emma Pallant              | Lucy Young                 |

Multi-titrées
- 6 : Ronel Van Wyk
- 5 : Ashleigh Moolman
- 3 : Cassandra Slingerland
- 2 : Anke Erlank, Cherise Taylor, Liezel Helena Jordaan

## Espoirs Hommes

### Podiums de la course en ligne
| Année | Vainqueur                  | Deuxième           | Troisième                   |
| ----- | -------------------------- | ------------------ | --------------------------- |
| 1998  | Etienne van Wyk            | Kosie Loubser      | Rupert Rheeder              |
| 1999  | Résultats inconnus         | Résultats inconnus | Résultats inconnus          |
| 2000  | Owen Hannie                | James Perry        | Alwyn Scheepers             |
| 2001  | Jamie Ball                 | Cameron McLeod     | Adriaan de Beer             |
| 2002  | Résultats inconnus         | Résultats inconnus | Résultats inconnus          |
| 2003  | Daryl Impey                | Eckhard Bergh      | Willie van Zyl              |
| 2004  | Eckhard Bergh              | Daryl Impey        | Waylon Woolcock             |
| 2005  | Willie van Zyl             | Eckhard Bergh      | Dan Craven                  |
| 2006  | John-Lee Augustyn          | Jay Robert Thomson | Shaun Ward                  |
| 2007  | Résultats inconnus         | Résultats inconnus | Résultats inconnus          |
| 2008  | Jacques Janse van Rensburg | Johann Rabie       | Burry Stander               |
| 2009  | Clinton Barrow             | Henning Jooste     | Johann Rabie                |
| 2010  | Johann van Zyl             | Reynard Butler     | Reinardt Janse van Rensburg |
| 2011  | Johann van Zyl             | Louis Meintjes     | Jason Bakke                 |
| 2012  | Calvin Beneke              | Louis Meintjes     | Shaun-Nick Bester           |
| 2013  | Louis Meintjes             | Chris Jennings     | Kyle Donachie               |
| 2014  | Louis Meintjes             | Ryan Gibbons       | Nic Dougall                 |
| 2015  | Jayde Julius               | Stefan de Bod      | Oliver Stapleton-Cotton     |
| 2016  | Stefan de Bod              | Ryan Gibbons       | Morne van Niekerk           |
| 2017  | Stefan de Bod              | Nic Dlamini        | Morne van Niekerk           |
| 2018  | Jason Oosthuizen           | Ryan Harris        | Gustav Basson               |
| 2019  | Marc Pritzen               | Byron Munton       | Jason Oosthuizen            |
| 2020  | Louis Visser               | Jean-Pierre Lloyd  | Bradley Gouveris            |
| 2021  | Marc Pritzen               | Travis Barrett     | Travis Stedman              |
| 2022  | Callum Ormiston            | Travis Stedman     | Christiaan Klopper          |
| 2023  | Travis Stedman             | Dillon Geary       | Luke Moir                   |
| 2024  | Jaedon Terlouw             | Travis Stedman     | Pedri Crause                |
| 2025  | Warren Moolman             | Blaine Kieck       | Joshua Dike                 |

Multi-titrés
- 2 : Johann van Zyl, Louis Meintjes, Stefan de Bod

### Podiums du contre-la-montre
| Année     | Vainqueur                   | Deuxième                 | Troisième               |
| --------- | --------------------------- | ------------------------ | ----------------------- |
| 1998      | David George                | Tiaan Kannemeyer         | James Perry             |
| 1999      | Résultats inconnus          | Résultats inconnus       | Résultats inconnus      |
| 2000      | James Perry                 | Anton van der Merwe      | Daniel Spence (de)      |
| 2001      | James Perry                 |                          |                         |
| 2002      | Anton van der Merwe         |                          |                         |
| 2003      | Daryl Impey                 | Jacobus Odendaal         | Willie van Zyl          |
| 2004      | Daryl Impey                 | Christopher Esch         | Alexander Lamberts      |
| 2005-2007 | Résultats inconnus          | Résultats inconnus       | Résultats inconnus      |
| 2008      | Jay Robert Thomson          | Johann Rabie             | Jaco Venter             |
| 2009      | Jaco Venter                 | Burry Stander            | Johann Rabie            |
| 2010      | Reinardt Janse van Rensburg | Paul van Zweel           | David Charles Brown     |
| 2011      | ?                           | ?                        | ?                       |
| 2012      | Louis Meintjes              | Johannes Christoffel Nel | Myles van Musschenbroek |
| 2013      | Louis Meintjes              | Johannes Christoffel Nel | Willie Smit             |
| 2014      | Louis Meintjes              | Nic Dougall              | Rohan du Plooy          |
| 2015      | Morne van Niekerk           | Nic Dlamini              | Gustav Basson           |
| 2016      | Stefan de Bod               | Ryan Gibbons             | Keagan Girdlestone (en) |
| 2017      | Stefan de Bod               | Nic Dlamini              | Morne van Niekerk       |
| 2018      | Stefan de Bod               | Kent Main                | Gregory de Vink         |
| 2019      | Byron Munton                | Gregory de Vink          | Andries Nigrini         |
| 2020      | Byron Munton                | Marc Pritzen             | Jean-Pierre Lloyd       |
| 2021      | Marc Pritzen                | Jason Oosthuizen         | Callum Ormiston         |
| 2022      | Tiano Da Silva              | Jason Eggett             | Callum Ormiston         |
| 2023      | Dillon Geary                | Travis Stedman           | Tiano Da Silva          |
| 2024      | Dillon Geary                | Pedri Crause             | Travis Stedman          |
| 2025      | Pedri Crause                | Joshua Dike              | Warren Moolman          |

Multi-titrés
- 3 : Louis Meintjes, Stefan de Bod
- 2 : James Perry, Daryl Impey, Byron Munton, Dillon Geary

## Juniors Hommes

### Podiums de la course en ligne
| Année     | Vainqueur                  | Deuxième                   | Troisième          |
| --------- | -------------------------- | -------------------------- | ------------------ |
| 2001      | Wynand Oosthuizen          | Jean-Pierre Durandt        | Ryan Pierce        |
| 2002-2003 | Résultats inconnus         | Résultats inconnus         | Résultats inconnus |
| 2004      | Duncan Viljoen             | Jacques Janse van Rensburg | Kevin Benkenstein  |
| 2005      | Jacques Janse van Rensburg | Jaco Venter                |                    |
| 2006      | Jonathan Kinnear           | Michael Robinson           |                    |
| 2007      | Résultats inconnus         | Résultats inconnus         | Résultats inconnus |
| 2008      | Johann van Zyl             | Clinton Barrow             | Rourke Croeser     |
| 2009      | Chris Jennings             | Stefano Maiorana           | Jon van Gesselleen |
| 2010      | Louis Meintjes             | Adam Reyneke               | Bradley Mitchell   |
| 2011      | ?                          | ?                          | ?                  |
| 2012      | Kellan Gouveris            | Ryan Felgate               | Ryan Gibbons       |
| 2013      | Jevandre Pauls             | Morne van Niekerk          | Ivan Venter        |
| 2014      | Stefan de Bod              | Ivan Venter                | Kent Main          |
| 2015      | Jarrod Hattingh            | Damean Oosthuizen          | Marco Joubert      |
| 2016      | Devin Shortt               | Enno Swanepoel             | Damean Oosthuizen  |
| 2017      | Jason Oosthuizen           | Devin Shortt               | Ryan Terry         |
| 2018      | Ricardo Broxham            | Tiano Da Silva             | Cian Leveridge     |
| 2019      | Tiano Da Silva             | Christiaan Klopper         | Dian Fritz         |
| 2021      | Jason Eggett               | Warren Moolman             | Chanton Perrins    |
| 2022      | Jose Kleinsmit             | Francois Hofmeyr           | Blaine Kieck       |
| 2023      | Jose Kleinsmit             | Miles Liebenberg           | Ryno Schutte       |
| 2024      | Travis Rademan-Ludeke      | Travis Cuthbert            | Matthew Symm       |
| 2025      | Matthew Horter             | Erik Breedt                | Henro van der Walt |

Multi-titrés
- 2 : Jose Kleinsmit

### Podiums du contre-la-montre
| Année | Vainqueur         | Deuxième                    | Troisième             |
| ----- | ----------------- | --------------------------- | --------------------- |
| 2006  | Michael Robinson  |                             |                       |
| 2007  | Marnus Potgieter  | Reinardt Janse van Rensburg | Patrice Gautier       |
| 2008  | Paul van Zweel    | Tiaan Swart                 | Johan van der Merwe   |
| 2009  | Johann van Zyl    | Chris Jennings              | Shaun-Nick Bester     |
| 2010  | Louis Meintjes    | Bradley Mitchell            | Bernardo Ayuso        |
| 2011  | James Fourie      | Bernardo Ayuso              | Rohan du Plooy        |
| 2012  | Rohan du Plooy    | Johannes Thiart             | Wesley Eslick         |
| 2013  | Ryan Felgate      | Ivan Venter                 | Morne van Niekerk     |
| 2014  | Gustav Basson     | Ivan Venter                 | Stefan de Bod         |
| 2015  | Gregory de Vink   | Jarrod Hattingh             | Aidan van Niekerk     |
| 2016  | Gregory de Vink   | Jason Oosthuizen            | Enno Swanepoel        |
| 2017  | Jason Oosthuizen  | Rossouw Bekker              | Jean-Pierre Lloyd     |
| 2018  | Jean-Pierre Lloyd | Ricardo Broxham             | Ryan Terry            |
| 2019  | Tiano Da Silva    | Travis Stedman              | Christiaan Klopper    |
| 2021  | Pedri Crause      | Kai von During              | Jason Eggett          |
| 2022  | Jose Kleinsmit    | Joshua Dike                 | Francois Hofmeyr      |
| 2023  | Jose Kleinsmit    | Ryno Schutte                | Travis Rademan-Ludeke |
| 2024  | Miles Liebenberg  | Adian Claassen              | Reitz Hofmeyr         |
| 2025  | Josh Johnson      | Alexander Erasmus           | Adian Claassen        |

Multi-titrés
- 2 : Gregory de Vink, Jose Kleinsmit